# Glenn Strömberg
Glenn Strömberg (* 5. ledna 1960 Göteborg) je bývalý švédský fotbalista.
Původně se věnoval stolnímu tenisu, až od šestnácti let začal hrát fotbal na vrcholové úrovni. S klubem IFK Göteborg vyhrál v roce 1979 domácí pohár a v roce 1982 Fotbollsallsvenskan, Svenska Cupen a Pohár UEFA 1981/82. Pak přestoupil do Benficy Lisabon, s níž vyhrál portugalskou nejvyšší soutěž v letech 1983 a 1984 a Iberský pohár 1983. V letech 1985 až 1982 hrál v Itálii za klub Atalanta Bergamasca Calcio, s nímž postoupil do semifinále PVP 1987/88.
Hrál na pozici středního záložníka, kde uplatnil svoji urostlou postavu a dobrou kondici, byl ale také známý sklonem k přihrávání faulů. Nafilmovanou penaltou přispěl rovněž k vítězství Švédska nad ČSSR 2:0 v kvalifikaci mistrovství světa ve fotbale 1986.
V roce 1985 zvítězil v anketě Guldbollen. Startoval na mistrovství světa ve fotbale 1990, kde skóroval v utkání proti Skotsku, které Švédové prohráli 1:2.
Od roku 1996 působí jako spolukomentátor fotbalových přenosů ve Švédské televizi, založil fotbalový web Gurufans.com, vydal také knihu o italské kuchyni a mí vlastní kolekci oděvů pro obchodní řetězec Kappahl.